# Tom Lees
Thomas James Lees (Birmingham, 28 de noviembre de 1990) es un futbolista inglés que juega como defensor para el Peterborough United F. C. de la League One.

## Trayectoria
Lees comenzó su carrera en las categorías inferiores en Leeds antes de convertirse en profesional con el club de Yorkshire a principios de 2009.
Hizo su debut profesional, mientras estaba a préstamo durante en el Accrington Stanley en una victoria en primera vuelta en el Johnstone's Paint Trophy sobre el Oldham Athletic, en septiembre del mismo año. Se unió a Accrington Stanley a préstamo el 1 de septiembre de 2009. Cono Lees impresionaba en sus primeros juegos para Accrington, Simon Grayson reveló que él estaba dispuesto a que Lees permaneciera cedido al Accrington para continuar disputando juegos en el primer equipo. A finales de diciembre, el préstamo de Lees en Accrington se extendió hasta el final de la temporada 2009-10. Con el Accrington disputó un total de 39 partidos en aquella temporada.
El 3 de agosto de 2010, Lees se unió al Bury de la cuarta división en un préstamo de seis meses con el fin de ganar más experiencia en el primera equipo. Se unió a Bury en un acuerdo similar con el Accrington en la siguiente temporada y fue votado como "Jugador del Año en los Shakers' promotion-winning campaign antes de regresar a Leeds en el verano de 2012, donde se estableció como un regular en el primer equipo. Con el Bury disputó un total de 45 partidos, marcando 4 goles.
Lees, hizo su debut ante el Bradford City entrando en el segundo tiempo en una victoria por 3-2, lo que hazo un impacto inmediato mediante la obtención de una asistencia a Ross McCormack. Lees, hizo su debut en la Liga para el Leeds el 13 de agosto contra el Middlesbrough en un partido que el Leeds perdería 1-0. Marcó un gol en propia puerta en su segunda aparición para el Leeds contra Hull City, pero luego anotó su primer gol para el club en el mismo juego con un tiro desde dentro del área penal.
En septiembre de 2012, Lees fue llamado a la selección inglesa sub-21.
En agosto del 2014 es traspasado al Sheffield Wednesday de la Football League Championship.

## Estadísticas
Hasta el 5 de abril de 2014
| Temporada           | Club                | Préstamo            | División            | Liga | Liga  | FA Cup | FA Cup | Copa de la Liga | Copa de la Liga | FL Trophy | FL Trophy | Play-Offs | Play-Offs | Total | Total | Tarjetas      | Tarjetas   |
| Temporada           | Club                | Préstamo            | División            | Apar | Goles | Apar   | Goles  | Apar            | Goles           | Apar      | Goles     | Apar      | Goles     | Apar  | Goles | A yellow card | A red card |
| ------------------- | ------------------- | ------------------- | ------------------- | ---- | ----- | ------ | ------ | --------------- | --------------- | --------- | --------- | --------- | --------- | ----- | ----- | ------------- | ---------- |
| 2014–15             | Sheffield Wednesday |                     | Championship        | 0    | 0     | 0      | 0      | 0               | 0               | –         | –         | –         | –         | 0     | 0     | 0             | 0          |
| 2013–14             | Leeds United        |                     | Championship        | 35   | 0     | 0      | 0      | 1               | 0               | –         | –         | –         | –         | 36    | 0     | 0             | 0          |
| 2012–13             | Leeds United        |                     | Championship        | 40   | 1     | 4      | 0      | 4               | 1               | –         | –         | –         | –         | 48    | 2     | 2             | 0          |
| 2011–12             | Leeds United        |                     | Championship        | 42   | 2     | 1      | 0      | 2               | 0               | –         | –         | –         | –         | 45    | 2     | 1             | 1          |
| 2010–11             | Bury                | Préstamo            | League Two          | 45   | 4     | 2      | 1      | 1               | 0               | 2         | 0         | –         | –         | 50    | 5     | 1             | 0          |
| 2009–10             | Accrington Stanley  | Préstamo            | League Two          | 39   | 0     | 4      | 0      | 0               | 0               | 3         | 0         | –         | –         | 46    | 0     | 7             | 0          |
| Leeds United Total  | Leeds United Total  | Leeds United Total  | Leeds United Total  | 117  | 3     | 5      | 0      | 7               | 1               | 0         | 0         | 0         | 0         | 129   | 4     | 3             | 1          |
| Total en su Carrera | Total en su Carrera | Total en su Carrera | Total en su Carrera | 201  | 7     | 11     | 1      | 8               | 1               | 5         | 0         | 0         | 0         | 225   | 9     | 11            | 1          |